# Victor Ambrus
Victor Ambrus (geboren László Győző Ambrus) (Boedapest, 19 augustus 1935 – 10 februari 2021) was een Hongaars-Brits illustrator van geschiedenisverhalen, volksverhalen en verhalen over dieren. Hij werd ook bekend door zijn optredens in de archeologische televisieserie Time Team, waarin hij visualiseerde hoe de locatie van archeologische opgravingen er ooit uit gezien zouden hebben. Ambrus was lid van de Royal College of Art, de Royal Society of Arts en de Royal Society of Painters, Etchers and Engravers.

## Vroege leven
Ambrus werd geboren op 19 augustus 1935 in het Hongaarse Boedapest. Hij groeide op in de hoofdstad, maar leerde paarden tekenen tijdens vakanties op het platteland. Naarmate hij ouder werd, werd hij een bewonderaar van de illustratoren Mihály Zichy, E.H. Shepard, Joyce Lankester Brisley en de grote historische schilderijen die hij in musea zag. 
Later (1953-1956) ging hij studeren aan de Hongaarse Academie voor Schone Kunsten waar hij een grondige basis kreeg in tekenen, anatomie en drukwerk. Zijn vierjarige opleiding werd onderbroken door de onsuccesvolle Hongaarse Opstand van 1956 tegen de door de Sovjet-Unie gesteunde regering. Hierbij kwam een gebouw dat hij en zijn medestudenten bezetten onder vuur te liggen van de Sovjets.
In december 1956 vluchtte hij en vele andere studenten eerst naar Oostenrijk en vervolgens naar Groot-Brittannië waar hij zijn studie weer oppakte.

## Carrière
Ambrus had in 1955 één boek gepubliceerd voordat hij Hongarije verliet, maar in Groot-Brittannië begon zijn carrière als boekillustrator tijdens zijn laatste jaar aan het Royal College pas echt toen hij van de uitgeverij Blackie de opdracht kreeg om de White Horses And Black Bulls van A.C. Jenkins te illustreren. Tijdens zijn studie nam hij enkele voorbeelden van zijn werk mee naar Mabel George van de Oxford University Press. In zijn laatste studiejaar kreeg hij de opdracht om een boek te illustreren dat werd gerecenseerd in het 'Times Literary Supplement'.
Hij had een lange carrière bij de Oxford University Press. Zoals veel illustratoren, begon Ambrus met het maken van lijnillustraties voor romans. De kinderredacteur Mabel George gaf hem eerst de romans van Hester Burton en KM Peyton om te illustreren. Beiden maakten graag gebruik van zijn talent voor het tekenen van paarden en met beiden bouwde hij een lange werkrelatie op. Hij heeft bijgedragen aan bijna 300 boeken.
Ambrus werkte tussen 1994 en 2014 als kunstenaar mee aan de archeologische televisieserie Time Team nadat zijn werk bij bedenker en producent Tim Taylor was opgevallen.
- Bibsys: 99031902
- Biblioteca Nacional de España: XX1122421
- Bibliothèque nationale de France: cb118886436 (data)
- Catàleg d'autoritats de noms i títols de Catalunya: 981058530546306706
- CiNii: DA05942880
- Digitale Bibliotheek voor de Nederlandse Letteren: ambr007
- Gemeinsame Normdatei: 107441063
- International Standard Name Identifier: 0000 0001 0910 1199
- Library of Congress Control Number: n79042135
- Nationale Bibliotheek van Letland: 000285092
- Bibliotheek van het Japanse parlement: 00431392
- Nationale Bibliotheek van Tsjechië: xx0025230
- Nationale bibliotheek van Australië: 35004219
- Nationale Bibliotheek van Israël: 987007277735805171
- Nationale Bibliotheek van Polen: a0000001129093
- Nederlandse Thesaurus van Auteursnamen: 071492011
- Réseau des bibliothèques de Suisse occidentale: 02-A018879515
- RKD-Nederlands Instituut voor Kunstgeschiedenis: 445687
- Istituto Centrale per il Catalogo Unico: RAVV072896
- LIBRIS: 260172
- SNAC: w6z320kx
- Système universitaire de documentation: 026684233
- Trove: 786136
- Union List of Artist Names: 500699633
- Virtual International Authority File: 66462657
- WorldCat: E39PBJjhx6Cf7RhMpW7gBDr6rq